# نهائي كأس أوكرانيا 2010
نهائي كأس أوكرانيا 2010 هي المباراة النهائية من منافسة كأس أوكرانيا 2009–10، أقيمت المباراة في 16 مايو 2010، في مجمع ميتاليست أوبلاست الرياضي، بين فريقي نادي تافريا سيمفروبول، وميتالورغ دونيتسك، وفاز فيها نادي تافريا سيمفروبول، بعد أن هزم ميتالورغ دونيتسك، بنتيجة 3 - 2، وحضر المباراة 21000 شخصاً.

## تفاصيل المباراة
لعبت المباراة النهائية في 16 مايو 2010.
| نادي تافريا سيمفروبول | 3 -2 | ميتالورغ دونيتسك |
| --------------------- | ---- | ---------------- |
|                       |      |                  |